# 679 هـ
679 هـ هي سنة في التقويم الهجري امتدت مقابِلةً في التقويم الميلادي بين سنتي 1280 و1281.

## وفيات
- ذو الفقار الشيرواني